# Korenmolen van Dreumel
Korenmolen van Dreumel est un moulin à vent situé dans la localité de Dreumel, à West Maas en Waal, dans la province de Gueldre aux Pays-Bas.